# Unicapsula
Genre
Unicapsula est un genre de parasites de la classe des Myxozoa. Il comporte plusieurs espèces de parasites que l'on retrouve notamment chez les poissons marins.

## Liste d'espèces
Selon BioLib (12 mars 2019) :
- Unicapsula marquesi Diebakate, Fall, Faye & Toguebaye, 1999
- Unicapsula maxima Sarkar, 1999
- Unicapsula muscularis Davis, 1924
- Unicapsula pacifica Aseeva & Krasin, 2001
- Unicapsula pflugfelderi Schuberg, Sprague & Reinboth, 1975
- Unicapsula schulmani Aseeva & Krasin, 2001
- Unicapsula seriolae Lester, 1982

## Publication originale
(en) Herbert Spencer Davis, A New Myxosporidian Parasite, the Cause of "wormy" Halibut : Appendix VIII to the Report of United States Commission on Fisheries 1923, n.957, U.S. Government Printing Office, 1924, 5 p.. 